# Rio Guareí (vattendrag i Brasilien, São Paulo)
Rio Guareí är ett vattendrag i Brasilien.   Det ligger i delstaten São Paulo, i den södra delen av landet, 900 km söder om huvudstaden Brasília.
Omgivningarna runt Rio Guareí är huvudsakligen savann. Runt Rio Guareí är det glesbefolkat, med 11 invånare per kvadratkilometer.